# Ken Schretzmann
Kenneth „Ken“ E. Schretzmann (* 1960) ist ein US-amerikanischer Filmeditor, der vor allem an Animationsfilmen arbeitet.

## Leben
Schretzmann studierte von 1978 bis 1982 an der Syracuse University. Von 1983 bis 1985 arbeitete er als Marketing Assistant bei HBO. Mitte der 1980er Jahre begann er seine Karriere als Filmeditor, wobei er zunächst als Schnittassistent von Russell Livingstone an Filmproduktionen wie Scenes from the Goldmine, Dream a Little Dream oder The Resurrected – Die Saat des Bösen arbeitete. Später war er als Schnittassistent an der Entstehung von Filmen wie Grüne Tomaten, Schnappt Shorty und Men in Black beteiligt. Seit Anfang der 1990er Jahre folgten erste Arbeiten als hauptverantwortlicher Filmeditor an kleineren Filmproduktionen. Ab dem Jahr 1999 arbeitete Schretzmann für Pixar als Additional oder Second Editor an Animationsfilmen wie Toy Story 2, Die Monster AG und Die Monster Uni.
2006 übernahm er bei Cars erstmals hauptverantwortlich den Schnitt eines Animationsfilms. Seine Arbeit an Toy Story 3 brachte Schretzmann gemeinsam mit Regisseur Lee Unkrich 2011 einen Eddie Award für den besten Schnitt eines animierten Langfilms ein. Für Illumination Entertainment schnitt Schretzmann die Animationsfilme Der Lorax und Pets. Mit Regisseur Guillermo del Toro arbeitete Schretzmann am Schnitt des im November 2022 veröffentlichten Films Guillermo del Toros Pinocchio.
Schretzmann ist Mitglied der American Cinema Editors.

## Filmografie (Auswahl)
- 1992: Titanica (Dokumentarfilm)
- 1993: Sexual Intent
- 1997: Cause N’ Defect
- 1998: The Modern Adventures of Tom Sawyer
- 2006: Cars
- 2010: Toy Story 3
- 2012: Der Lorax (The Lorax)
- 2013: Sides
- 2013: Comedy Warriors: Healing Through Humor
- 2016: Pets (The Secret Life of Pets)
- 2019: Brooklyn Baby (Kurzfilm)
- 2020: The Willoughbys
- 2022: Guillermo del Toros Pinocchio (Guillermo del Toro’s Pinocchio)